# Strömsund, Storumans kommun
Strömsund är en ort i Storumans kommun, Västerbottens län. Orten klassades till och med år 2000 som en småort.
Här ligger Strömsunds kapell.